# Бачи (уезд)
Бачи (вьет. Ba Tri) — уезд в провинции Бенче, Вьетнам.

## География
Уезд Бачи расположен на оконечности острова Бао и граничит:
- На северо-востоке — с уездом Биньдай (по реке Балай).
- на северо-западе — с уездом Зёнгчом.
- на юго-западе — с уездом Тханьфу (по реке Хамлуонг),
- на юго-востоке омывается Восточным морем (береговая линия около 10 километров).

Благодаря своему расположению между двумя большими устьями, район Бачи стал первым местом поселения вьетнамских иммигрантов на территории Бенче. После 30 апреля 1975 г. в состав Бачи входят 22 общины и 1 город.
Район имеет площадь 355 км² и население 246 450 человек (самое большое в провинции). Плотность населения 694 человека/км². Столицей округа является город Бачи, расположенный примерно в 36 км к юго-востоку от города Бенче.

## Административное деление
В районе Бачи 23 подчинённых административных единицы: город Бачи (столица уезда) и 22 общины — Анбиньтэй, Андык, Анхьеп, Анхоатэй, Аннгайтэй, Аннгайчунг, Анфучунг, Антхюи, Баотхань, Баотхуан, Митянь, Михоа, Минён, Митхань, Фуле, Фыокнгай, Танхынг, Танми, Тантхюи Тансюан, Виньан, Виньхоа.

## История
В конце XVII века и начале XVIII века территория Бачи все еще была безлюдной. В начале восемнадцатого века здесь поселились вьетнамцы из центральных районов, чтобы работать на море и исследовать сушу.
Изначально остров Бао принадлежал городу Танан. В правление Зя Лонга остров назывался округом Анбао (An Bảo). В 1808 году в Анбао было 63 деревни. Во время правления Нгуен Тхань-то (1832 г.) Анбао стал уездом с названием Баоан. К 1837 году уезд Баоан был разделен на два уезда: Баоан и Баохыу. Новый уезд Баоан был расположен на востоке острова Бао, его площадь примерно соответствует сегодняшнему уезду Бачи.
В начале французского колониального периода Бачи был частью провинции Бенче, позже общиной в округе Бачи, уезд Кьенхоа, провинция Зядинь. В 1912 году Бачи был районом провинции Бенче, состоящим из 5 округов: Баоан с 4 общинами, Баолок с 6 общинами, Баотхуан с 6 общинами, Баочи с 5 общинами.
После 1956 г. округ Бати относился к провинции Кьенхоа и включал 3 округа и 15 общин. 2 июля 1967 года район Бачи получил общину Аннгайтэй, отделенную от района Зёнгчом.
После 30 апреля 1975 года Бачи стал уездом провинции Бенче, включающим город Бачи и 17 общин.
После ряда разделений общин в 1984—2016 годах и объединения 10 января 2020 года общин Фунгай и Фыоктуи уезд Бачи состоит из 1 города и 22 общин.

## Экономика
Помимо выращивания риса, добычи соли и рыбной ловли, до 1945 года люди уезда Бачи также работали в производстве шёлка. Местный шёлк был широко известен, но из-за войны эта профессия постепенно угасла, и условий для её восстановления пока нет.

## Искусство
Город Бачи — последнее пристанище поэта Нгуен Динь Тьеу. Деревня Баотхань — родной город Фан Тхань Зяна (первого доктора наук Южного Вьетнама), а также место упокоения доктора Во Чыонг Тоана.